# 川村八郎
川村 八郎(かわむら はちろう、1951年7月27日 - ）は、日本の実業家。機械メーカーのマックス株式会社の代表取締役社長CEO。

## 経歴
北海道根室市出身。武蔵大学人文学部社会学科卒業後に1977年4月入社、2007年4月執行役員人事部長、平成21年6月取締役執行役員人事部長、兼経営企画担当、2010年6月常務取締役上席執行役員 人事部長、兼経営企画担当、2011年6月常務取締役上席執行役員、経営企画、経理、総務、人事、IR･広報担当。